# Copa de Naciones de la CFU
La Copa de Naciones de la CFU fue un torneo de fútbol a nivel de selecciones nacionales del Caribe que se jugó a entre finales de la década de los años 1970 y finales de la década de los años 1980s; y era organizado por la Unión Caribeña de Fútbol. Fue el torneo precursor de la Copa del Caribe.

## Palmarés
| Año          | Sede              | Campeón           | Final Resultado | Subcampeón                   | Tercer lugar     | Resultado | Cuarto lugar      |
| ------------ | ----------------- | ----------------- | --------------- | ---------------------------- | ---------------- | --------- | ----------------- |
| 1978 Detalle | Trinidad y Tobago | Surinam           | liga            | Trinidad y Tobago            | Haití            | liga      | Antigua y Barbuda |
| 1979 Detalle | Surinam           | Haití             | liga            | San Vicente y las Granadinas | Surinam          | liga      | Trinidad y Tobago |
| 1981 Detalle | Puerto Rico       | Trinidad y Tobago | liga            | San Vicente y las Granadinas | Guadalupe        | liga      | Puerto Rico       |
| 1983 Detalle | Guayana Francesa  | Martinica         | liga            | Trinidad y Tobago            | Guayana Francesa | liga      | Antigua y Barbuda |
| 1985 Detalle | Barbados          | Martinica         | liga            | Barbados                     | Guadalupe        | liga      | Surinam           |
| 1988 Detalle | Martinica         | Trinidad y Tobago | liga            | Antigua y Barbuda            | Martinica        | liga      | Guadalupe         |

## Títulos por equipo
En cursiva, se indica el torneo en que el equipo fue local.
| Equipo                       | Campeón        | Subcampeón     | Tercer lugar   | Cuarto lugar   |
| ---------------------------- | -------------- | -------------- | -------------- | -------------- |
| Trinidad y Tobago            | 2 (1981, 1988) | 2 (1978, 1983) |                | 1 (1979)       |
| Martinica                    | 2 (1983, 1985) |                | 1 (1988)       |                |
| Surinam                      | 1 (1978)       |                | 1 (1979)       | 1 (1985)       |
| Haití                        | 1 (1979)       |                | 1 (1978)       |                |
| San Vicente y las Granadinas |                | 2 (1979, 1981) |                |                |
| Antigua y Barbuda            |                | 1 (1988)       |                | 2 (1978, 1983) |
| Barbados                     |                | 1 (1985)       |                |                |
| Guadalupe                    |                |                | 2 (1981, 1985) | 1 (1988)       |
| Guayana Francesa             |                |                | 1 (1983)       |                |
| Puerto Rico                  |                |                |                | 1 (1981)       |